# Chrysène
Le chrysène  est un composé chimique de formule C18H12 formé de quatre noyaux benzéniques fusionnés. C'est un constituant naturel du goudron, à partir duquel il fut isolé et caractérisé pour la première fois ; on le trouve également dans la créosote (obtenue par distillation du goudron), un conservateur du bois utilisé notamment sur les traverses des voies ferrées. Les cristaux de chrysène pur sont incolores, mais il n'est pas facile à séparer du tétracène, lequel a une couleur dorée, ce qui est à l'origine du nom chrysène, issu du grec ancien χρύσoς qui désignait l'or.
Comme la plupart des HAP, le chrysène présente une forte fluorescence aux ultraviolets.
Il est utilisé comme sensibilisateur de fluorescence, dans certaines teintures, ainsi que pour réaliser des filtres UV.
Le chrysène est considéré cancérogène pour l'homme.